# 雍州 (辽朝)
雍州，中国辽朝时设置的州。
辽朝设置雍州，为刺史州，主官为刺史。治所在今吉林省长春市农安县附近。下辖属县不详。和益州、安远州、威州、清州，一同隶属于东京道龙州黄龙府，辽朝末年废除。